# Nudo de perro

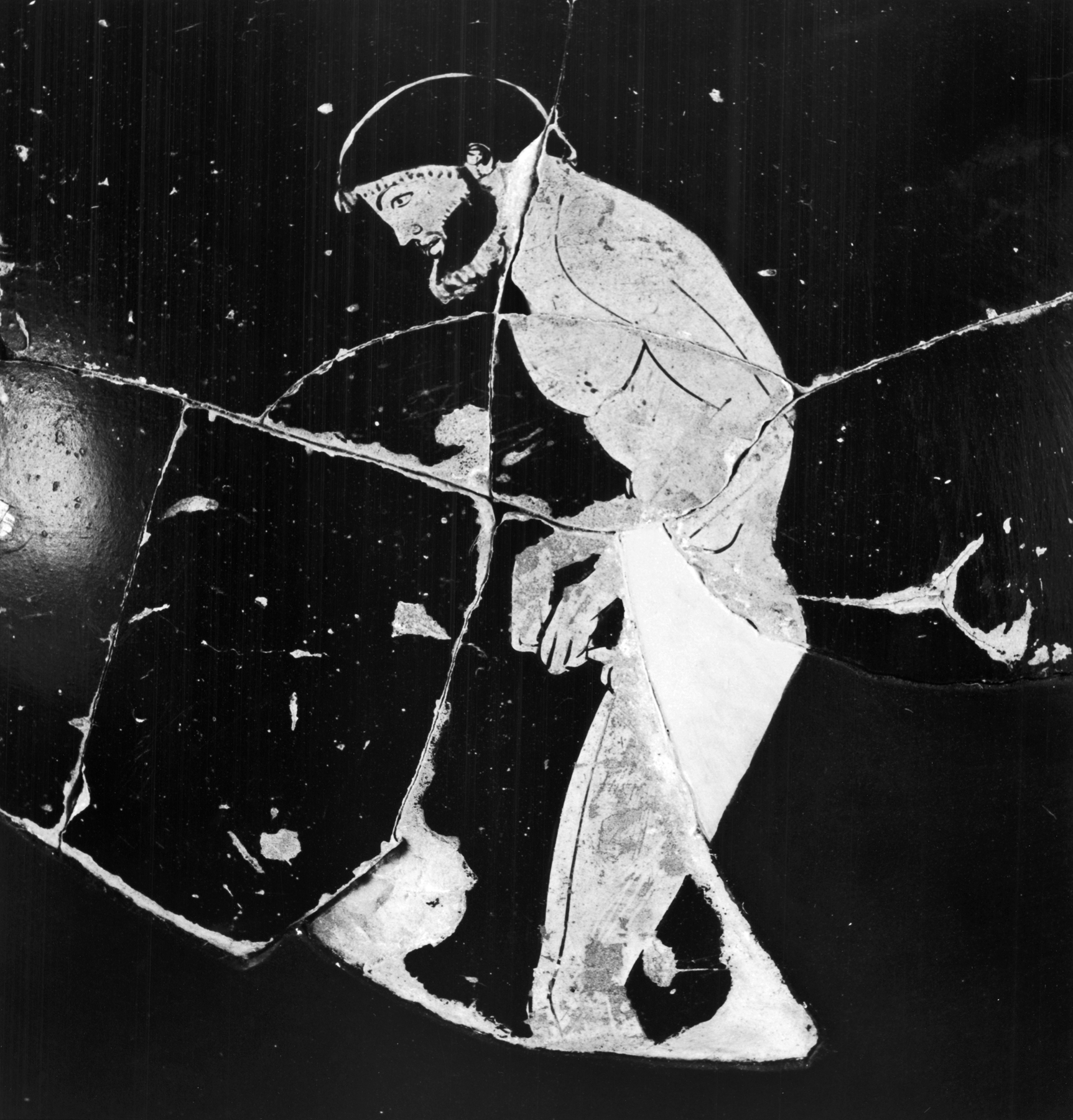
Un atleta estira su prepucio, probablemente para ponerse un nudo de perro (psictero del Pintor de Sirisco, circa 480 a. C.)

El kynodesme, nudo de perro o cinodesma[cita requerida] (en griego κυνοδέσμη, de κύων 'perro' y δεσμός 'nudo') era una fina tira de cuero que usaban los atletas de la antigua Grecia y Etruria para atarse el pene y ocultar el glande durante la desnudez, ya que mostrarlo se consideraba obsceno. Era utilizado sobre todo por atletas y actores, profesiones que acostumbraban practicarse al desnudo.

## Características
Se anudaba en el akropóstion, la parte del prepucio que sobresale del pene (en griego antiguo el prepucio tiene dos partes: el posté (ποσθἡ), que recubre el pene, incluido el glande, y el akropóstion (ἀκροπόσθιον), el extremo que sobresale). De esta manera se evitaba que durante el ejercicio quedara el glande a la vista. La tira de cuero podía atarse además alrededor del vientre, para así dejar a la vista el escroto, o bien atarse a la base del pene con una especie de lazo, de forma que el pene quedara curvado.
El uso del cinodesma no estaba obligado por ley, pero se consideraba una norma relativamente básica de decencia. Sólo en los esclavos y los bárbaros era aceptable exhibir el glande, y lo era sólo debido a que se los tenía por personas rudas y ajenas a la civilización.

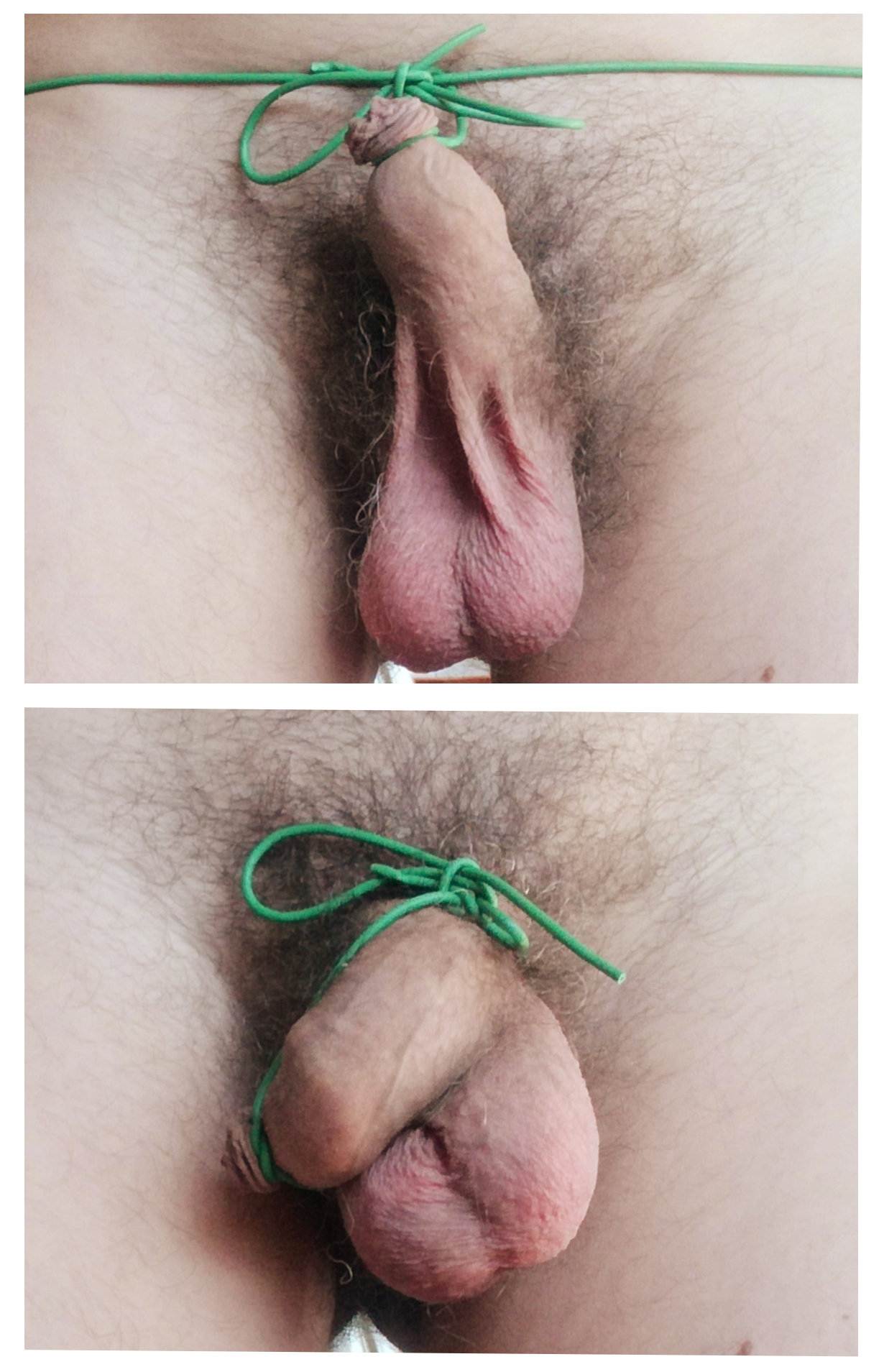
Las dos formas diferentes en que se puede vincular el cinodesma. Arriba: el lazo alrededor del prepucio está conectado a un lazo similar a un cinturón alrededor de la cintura. Abajo: el lazo alrededor del prepucio está conectado a un lazo alrededor del escroto.

## Historia
La primera alusión a esta costumbre aparece en la literatura del siglo V a. C., en la sátira de Esquilo, parcialmente conservada, Θεωροὶ ἢ Ἰσθμιασταί, Theōroì è Isthmiastaì. Igualmente se atestigua en representaciones de atletas en la cerámica de la época.
El kynodesme fue utilizado también por los etruscos y los antiguos romanos, que llamaban a esta práctica ligatura præputii y que conocían el kynodesme como fibula, que puede significar tanto una cuerda o vaina de cuero cual el propio kynodesme, como un anillo utilizado en la infibulación prepucial, y del que deriva el término «infibulación».